# Bananenchips
Bananenchips of kerupuk pisang zijn chips die van bakbananen worden gemaakt. De 30-40 cm lange onrijpe bakbananen worden in vingerdikke plakjes gesneden en al of niet bestrooid met zout in frituurolie gebakken. De chips worden daarna gedroogd en er worden eventueel conserveringsmiddelen aan toegevoegd. 
Bananenchips zijn knapperig en hebben een zoete smaak. Er zijn ook bananenchips met een laagje suiker. Andere varianten kunnen ook met chocolade bedekt zijn.
De chips worden vaak in muesli verwerkt en maken soms deel uit van gemengde nootjes.